# Stênio Garcia
Stênio Garcia (ur. 28 kwietnia 1933 w Mimoso do Sul) – brazylijski aktor telewizyjny i filmowy. Znany z wielu ról w telenowelach.

## Wybrana filmografia
- 1996: Dziedziczna nienawiść